# Michail Zadornov
Michail Nikolajevitj Zadornov (ryska Михаил Николаевич Задорнов), född 21 juli 1948 i Jūrmala i Lettiska SSR i Sovjetunionen (nuvarande Lettland), död 10 november 2017 i Moskva i Ryssland, var en sovjetisk och rysk författare och ståuppkomiker. 
Zadornov var mycket populär i Ryssland och i flera av de tidigare sovjetrepublikerna för sina satiriska jämförelser mellan ryssarnas och andra länders, särskilt amerikanernas). Hans humor kännetecknades av både kritik och självironi riktad mot såväl amerikaner som ryssar och invånare i de forna sovjetrepublikerna.

## Biografi
Zadornov växte upp i en konstnärsfamilj. Fadern Nikolaj var en välkänd författare från Riga och modern Jelena utbildade sig till musiker. Själv studerade han till ingenjör vid Moskvas flyginstitut, men bestämde sig i början av 1980-talet för att satsa på en karriär som komiker.
Han debuterade på scen 1982 med monologen ”En students brev hem”, men fick sitt genombrott 1984 med berättelsen ”Vagn nummer 9”, som ingår i boken Vi är alla från Tji-Tji-Tji-Pi. Utöver sina egna framträdanden medverkade Zadornov regelbundet i årliga nyårsshower och olika ryska humorprogram.

## Liveframträdanden
- 1990 — Ангажемент (Förlovning)
- 1992 — В каждой Шутке есть доля Шутки (I varje skämt finns en del av ett skämt)
- 1992 — Много шума и ничего (Mycket buller och ingenting)
- 1996 — Нью-Йоркский концерт (Uppträdnadet i New York)
- 1997 — Умом Россию не понять (Det går inte att begripa Ryssland med hjärnan.)
- 1997 — Великая страна с непредсказуемым прошлым (Ett stort land med ett oförutsägbart förflutet)
- 1997 — Что делать, или как нам обустроить Россию (Vad ska vi göra, eller hur omorganiserar vi Ryssland)
- 1999 — Экскурсия по Москве (En rundtur i Moskva)
- 2000 — Лекция (с юмором) (En föreläsning med humor)
- 2003 — В слове МЫ сто тысяч Я… (I ordet VI finns hundra tusen JAG)
- 2003 — Я люблю Америку (Jag älskar Amerika)
- 2005 — Непонятки (Obegripligheter)
- 2005 — Не дайте себе засохнуть (Låt inte er själva torka ut)
- 2005 — От путча до Путина (Från putshen till Putin)
- 2005 — Да здравствует то, благодаря чему мы, несмотря ни на что… (Länge leve det, tack vare vilket, trots att...)
- 2005 — Не для ТВ.RU (Inte för TV.RU )
- 2005 — Мы чьё, дурачьё? (Vems dårar är vi?)
- 2005 — Египетские Ночи (Egyptiska nätter)
- 2005 — Американская трагедия (Den amerikanska tragedin)
- 2005 — Мы (Vi)
- 2005 — Задоринки (Zadornovs grejer)
- 2005 — Фантазии (Fantasier)
- 2005 — Записки отморозка.(En efterbliven mans anteckningar)
- 2005 — Юмор 585 пробы (585 karat humor)
- 2006 — После нас хоть потоп (Efter oss kan till och med en översvämning inträffa)
- 2006 — Собиратель дурошлёпства (Dumhetssamlaren)
- 2006 — Не забывается такое никогда (Sådant kan inte glömmas)
- 2006 — Третье ухо (Det tredje örat)
- 2006 — Так жить можно…?! (Kan man leva så här?!)
- 2006 — Задорнова к ответу (Zadornov till svars)
- 2006 — Записки Предсказамуса (Förutsägdamus anteckningar)[2]
- 2006 — Веселее жить стало (Det har blivit roligare att leva)
- 2006 — Этот безумный мир (Denna galna värld)
- 2007 — Записки усталого романтика (En trött romantikers anteckningar)
- 2007 — Тест на интеллект (Intelligenstestet)
- 2007 — Мы все из Чи-Чи-Чи-Пи. (Vi är alla från Chi-Chi-Chi-Pi)[3]
- 2007 — Когда смешно, тогда не страшно (Det är inte läskigt när det är roligt)
- 2007 — Подниматель пингвинов (Pingvinlyftaren)
- 2008 — С первым смехом! (Grattis till första skrattet!)
- 2008 — Задорный день (En Zadornov-rolig dag)
- 2008 — Ничего себе! (Wow!)
- 2008 — SMS. Гламур. О’кей OK (SMS. Glamour. Okej, OK)
- 2008 — Антикризисный концерт (Antikrisframträdandet)
- 2008 — Юмор выше пояса (Humor över bältet)
- 2008 — Антикризисный концерт 2 (Antikrisframträdandet 2)
- 2008 — Всегда готов (Alltid redo!)
- 2009 — ПИаР во время чумы ( PR under pesten).
- 2009 — Задорновости (Zadornovnyheter)
- 2009 — Будь готов! (Var redo!)[4]
- 2009 — Кому на Руси жить хорошо?! (Vilka lever bra i Ryssland?!)
- 2009 — По родной стране! (Genom hemlandet!)
- 2010 — Задорные заколебалки ( Zadornovroliga trötthetsframkallanden.)
- 2010 — Трудно жить легко (Det är lätt att få ett tufft liv)
- 2011 — Родина хрена (Struntets ursprungsland)[5]
- 2011 — Нас не оцифруешь (Det går inte att digitalisera oss)

## Minnen
Asteroiden 5043 Zadornov är uppkallad efter honom.